# 利夫利格羅夫鎮區 (伊利諾伊州華盛頓縣)
利夫利格羅夫鎮區（英語：Lively Grove Township）是位於美國伊利諾伊州華盛頓縣的一個行政鎮區。

## 地方資料
根據2010年美國人口普查的數據，利夫利格羅夫鎮區的面積為93.10平方千米，當中陸地面積為93.00平方千米，而水域面積為0.10平方千米。當地共有人口669人，而人口密度為每平方千米7.19人。